# عنکبوت‌های ببری
عنکبوت‌های ببری (نام علمی: Poecilotheria) نام یک سرده از تیره رتیل است.

## نگارخانه

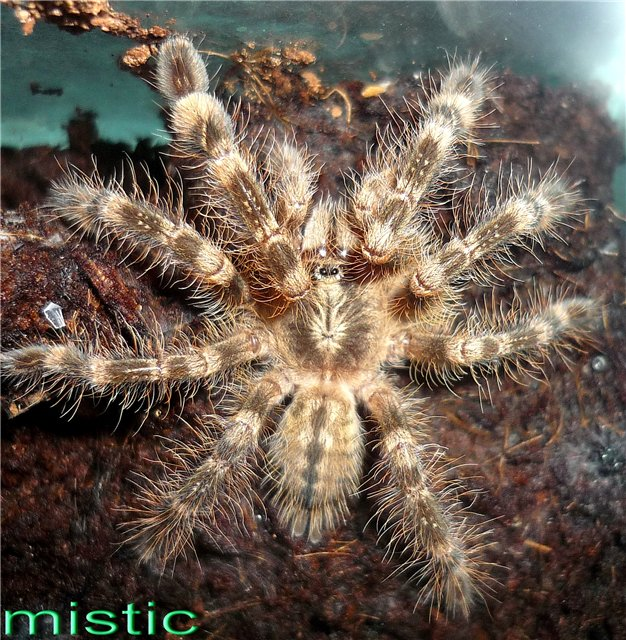
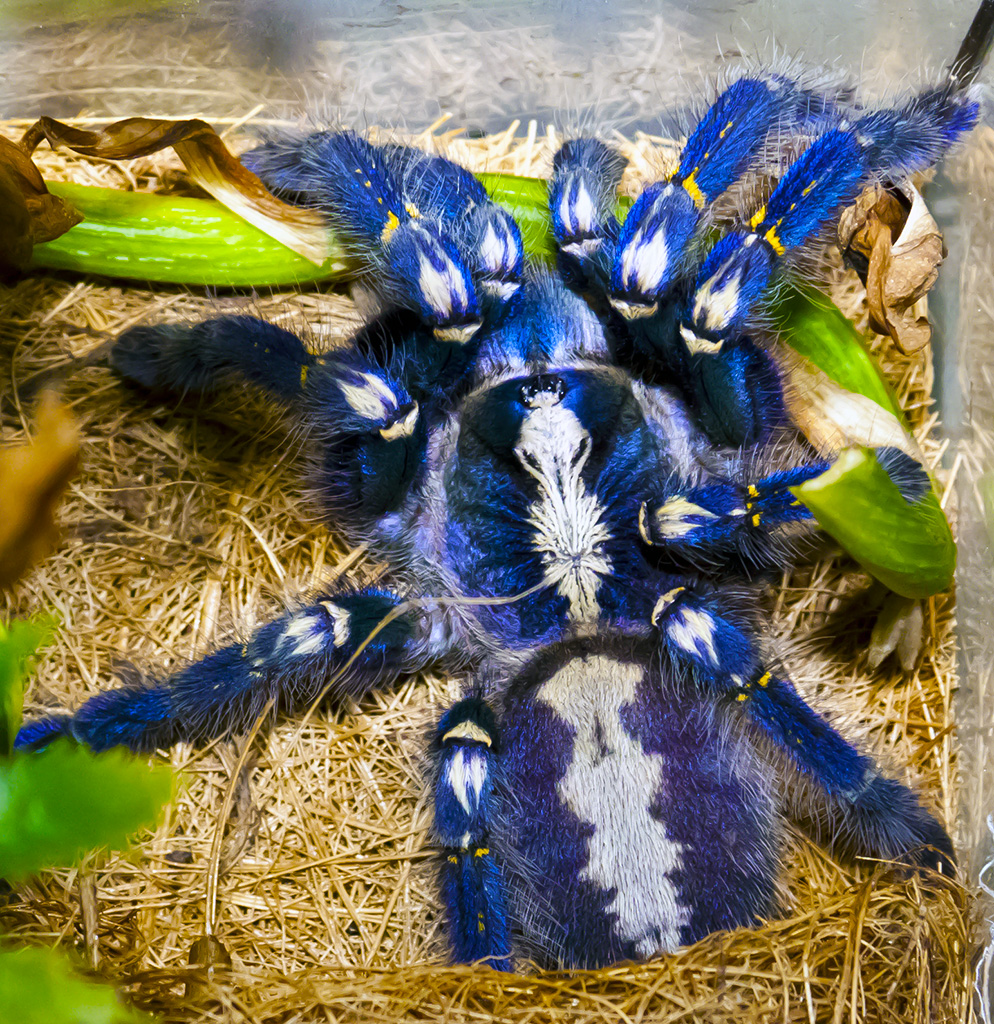
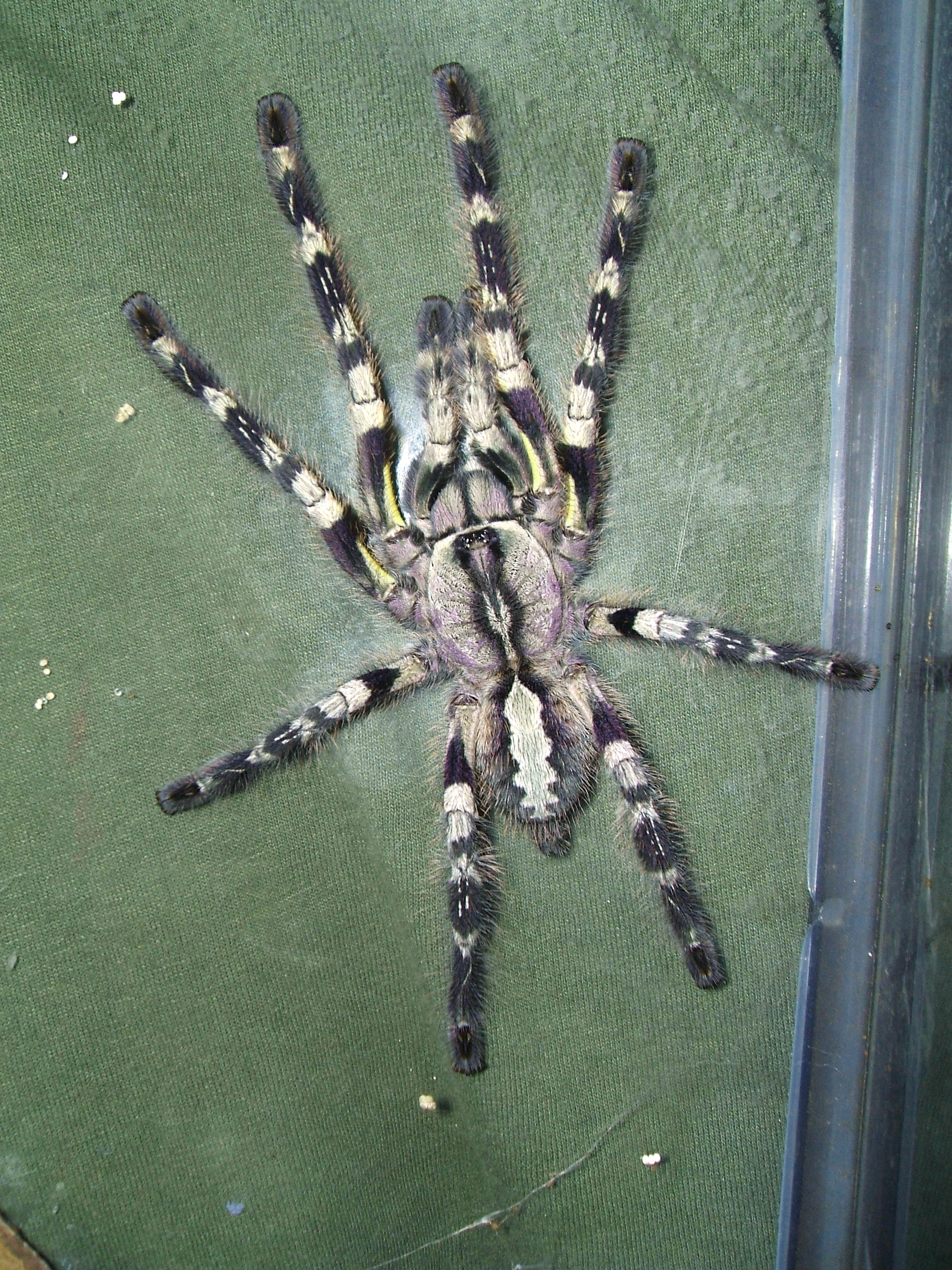
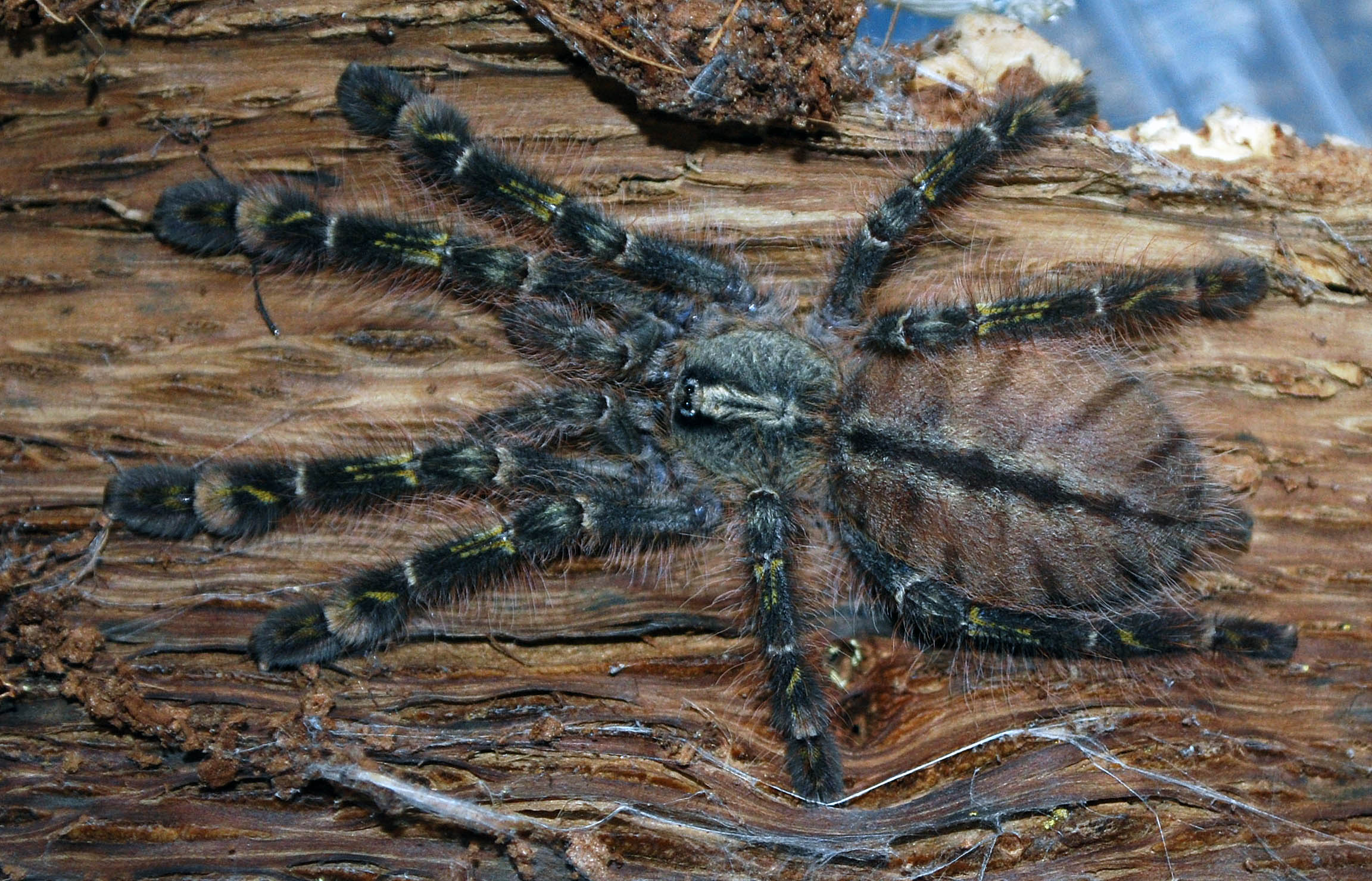
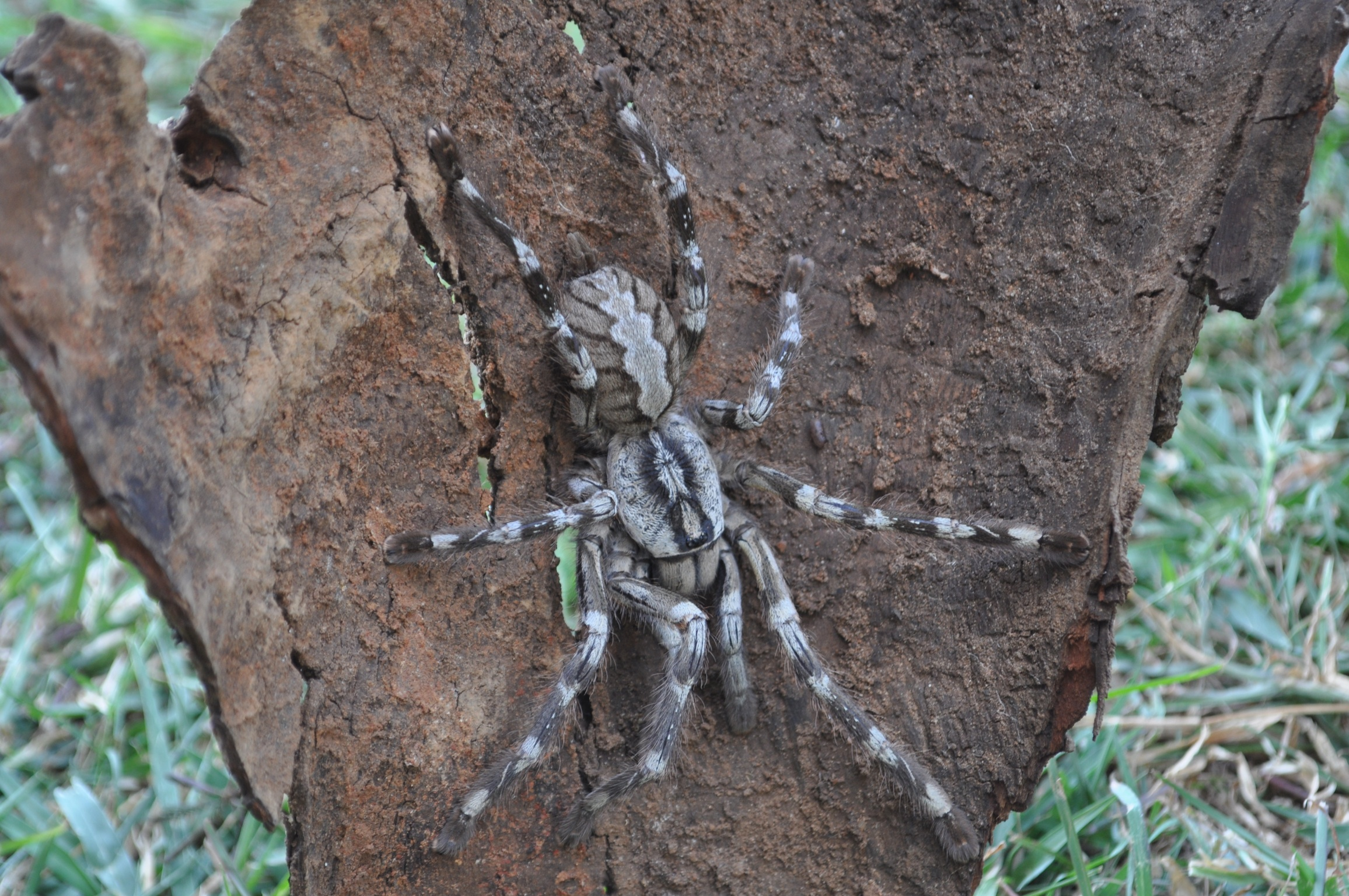